# Maurice Hirschovitz
Maurice Hirschovitz (16 juillet 1888 à Kowno en Russie - 30 juin 1966 à Paris) est un avocat français, secrétaire de la 4e section socialiste SFIO de la Seine, conseiller municipal du quartier Saint-Gervais dans le 4e arrondissement de Paris de 1935 à 1941.

## Biographie

### Jeunesse et études
Maurice Hirschovitz est né le 16 juillet 1888 à Kovno (Kaunas), en Lituanie, à l'époque en Russie, dans une famille modeste. 
Il apprend le métier de graveur sur bois après avoir quitté l'école, mais réussit à obtenir une bourse pour entreprendre des études de droit. Il obtient une licence de droit.

### Parcours professionnel
Il s'inscrit comme avocat au barreau de Paris en 1910. Son parcours est suspendu pendant la Première Guerre mondiale, au cours de laquelle il est mobilisé avec le grade de caporal. Il obtient la Croix de guerre 1914-1918.

### Parcours politique
Maurice Hirschovitz s'encarte à la SFIO en 1905. Il devient secrétaire de la 4e section socialiste SFIO de la Seine en 1920.
Il se présente, sans succès, aux élections municipales de 1929 mais est battu au second tour par Léon Riotor (3 271 voix contre 2 165).
Il est conseiller municipal du quartier Saint-Gervais (4e arrondissement de Paris) de 1935 à 1941,,.
Actif au conseil, il est attaqué par l'antisémite Louis Darquier de Pellepoix en avril 1938 dans une joute devenue célèbre :

« DdP : Je vous fait remarquer l'insolence avec laquelle le juif Hirschovitz pose des conditions à l'Assemblée.
MH : Un juif qui vous emm...! (bruit).
DdP : Vous avez dit "Un juif qui vous emm...". Je demande la parole, monsieur le président, pour un fait personnel (tumulte prolongé).
Président : La séance est suspendue. »

Dans un autre incident, au conseil municipal, avec Darquier de Pellepoix, celui-ci lui crie, le 2 janvier 1939 : « Je vous hais. Avant la fin de l'année vous serez en camp de concentration ». Darquier en vient également aux mains avec Hirschovitz.